# Walantaka (plaats)
Walantaka is een bestuurslaag in het regentschap Serang van de provincie Banten, Indonesië. Walantaka telt 3344 inwoners (volkstelling 2010).